# 山本泰寛
山本 泰寛（やまもと やすひろ、1993年10月10日 - ）は、東京都荒川区出身のプロ野球選手（内野手）。右投右打。中日ドラゴンズ所属。
読売ジャイアンツ（巨人）、阪神タイガース、中日のセントラル・リーグ3球団に現役選手として在籍した初の人物である。妻は元毎日放送アナウンサーの辻沙穂里。愛称は「ヤス」。

## 経歴

### プロ入り前
台東区立根岸小学校時代に荒川ジャンプで軟式野球を始めると、荒川区立諏訪台中学校では世田谷西シニアに所属。当時は投手で、世田谷西シニア時代には全国大会での優勝を経験している。
慶應義塾高等学校1年時に投手から遊撃手へ転向すると、2年夏の全国高等学校野球選手権神奈川大会から正遊撃手に定着した。この大会では、一二三慎太、大城卓三、田中俊太などを擁する東海大相模高校と準々決勝で対戦。一二三から2安打を記録したが、チームは敗れた。2年時の秋からは、投手を再び兼任。3年時の神奈川県春季大会準決勝では、乙坂智、近藤健介、柳裕也などを擁して前年の第83回選抜高等学校野球大会に出場した横浜高校を破っている。3年夏の選手権神奈川大会では、4回戦で日大藤沢高校と対戦。1年生の金子一輝と先発で投げ合ったものの、4回の途中で降板を余儀なくされた末に、チームも敗れた。野球部の同期生に谷田成吾、1学年後輩に加藤拓也（矢崎拓也）がいた。
谷田と共に進学した慶應義塾大学では、1年時の春季から東京六大学のリーグ戦に出場。2年時の春季から遊撃手のレギュラーに定着すると、3年時にはチームの春季リーグ優勝に貢献した。副将を務めた4年時の秋季リーグ戦では、3本塁打を放った末に、遊撃手として在学中唯一のベストナインに選出された。リーグ戦には通算78試合の出場で、打率.261（280打数73安打）、7本塁打、18打点、6盗塁を記録。谷田以外の同期に横尾俊建がいたほか、2年時以降は加藤とも再びチームメイトになった。また、3学年上には後に中日ドラゴンズでチームメイトとなる福谷浩司がいた。
2015年のNPBドラフト会議で、読売ジャイアンツから5巡目で指名され、契約金4000万円、年俸800万円（金額は推定）で入団した。背番号は56。横尾も北海道日本ハムファイターズからの6巡目指名を経て入団したが、谷田はどの球団からも指名されなかった。

### 巨人時代

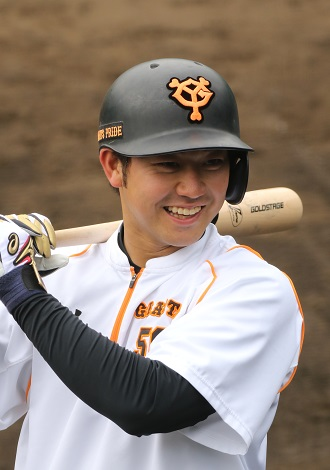
巨人時代
（2016年4月16日）

2016年には、5月1日の対東京ヤクルトスワローズ戦（明治神宮野球場）9回表に、代打で一軍公式戦にデビュー。この打席で、ルイス・ペレスから初安打を放った。6月15日の対東北楽天ゴールデンイーグルス戦（東京ドーム）を皮切りに、18試合で先発出場し、シーズンを通じて一軍公式戦27試合に出場。さらに、チームがセントラル・リーグのレギュラーシーズン2位で進出したクライマックスシリーズ (CS) でも、横浜DeNAベイスターズとのファーストステージ2試合で先発出場した。
2017年には、チームのレギュラーシーズン最終戦であった10月3日の対ヤクルト戦（神宮）で、一軍公式戦における初本塁打を秋吉亮からの満塁本塁打で記録した。一軍公式戦には29試合に出場。
2018年には、レギュラーシーズンの開幕を初めて一軍で迎えたが、短期間で二軍（イースタン・リーグ）に降格した。坂本と吉川尚輝が故障で相次いで戦線を離脱した夏場に一軍へ復帰すると、2人に代わって二塁手や遊撃手として先発出場する機会が増加。一軍公式戦への出場は38試合ながら、プロ入り後初めて、シーズンの通算打席数が100を超えた。11月29日、50万円増となる推定年俸1850万円で契約を更改した。
2019年には、レギュラーシーズンの開幕を一軍で迎えたが、出場機会がなく二軍へ降格。開幕から正二塁手として起用されていた吉川の故障を機に再び昇格すると、5月までの一軍公式戦では、先発で好成績を残していた。後に自身の不調などで途中出場が増えたものの、レギュラーシーズンでは一軍公式戦でキャリアハイの92試合に出場。打率.233、2本塁打、10打点を記録した。チームのリーグ優勝・CS突破を経て、福岡ソフトバンクホークスとの日本シリーズに初めて出場。ヤフオク!ドーム開催の第2戦では三塁手、東京ドーム開催の第4戦では二塁手として、試合終盤の守備固めを任されていたが、第2戦では、7回裏の守備でアルフレド・デスパイネのゴロをファンブル。東京ドームで開かれた第4戦では、7回表一死一・二塁の守備で代打・長谷川勇也のゴロを処理後に併殺を狙って二塁への悪送球を犯すなど、失点につながる失策が相次いだ。このように大舞台での経験の浅さを露呈したことを背景に、シリーズが巨人の4連敗で終わった直後からは、捲土重来を期してフェニックスリーグに合流している。12月3日、750万円増となる推定年俸2600万円で契約を更改した。
2020年には、春季キャンプからオープン戦まで一軍に帯同していたものの、以降は二軍で調整。レギュラーシーズン開幕直前の6月18日に群馬ダイヤモンドペガサス（ベースボール・チャレンジ・リーグ）との練習試合で死球を受けて右足を痛めたため、一時は三軍のリハビリ班に合流していた。7月中旬に、二軍のイースタン・リーグ公式戦で実戦に復帰してからは、通算61試合の出場で打率.282、3本塁打を記録。10月には月間打率が5割を超えるほど好調だったが、一軍公式戦への出場機会はなく、一軍がセントラル・リーグの優勝チームとして出場した日本シリーズの出場資格者名簿からも外れた。

### 阪神時代

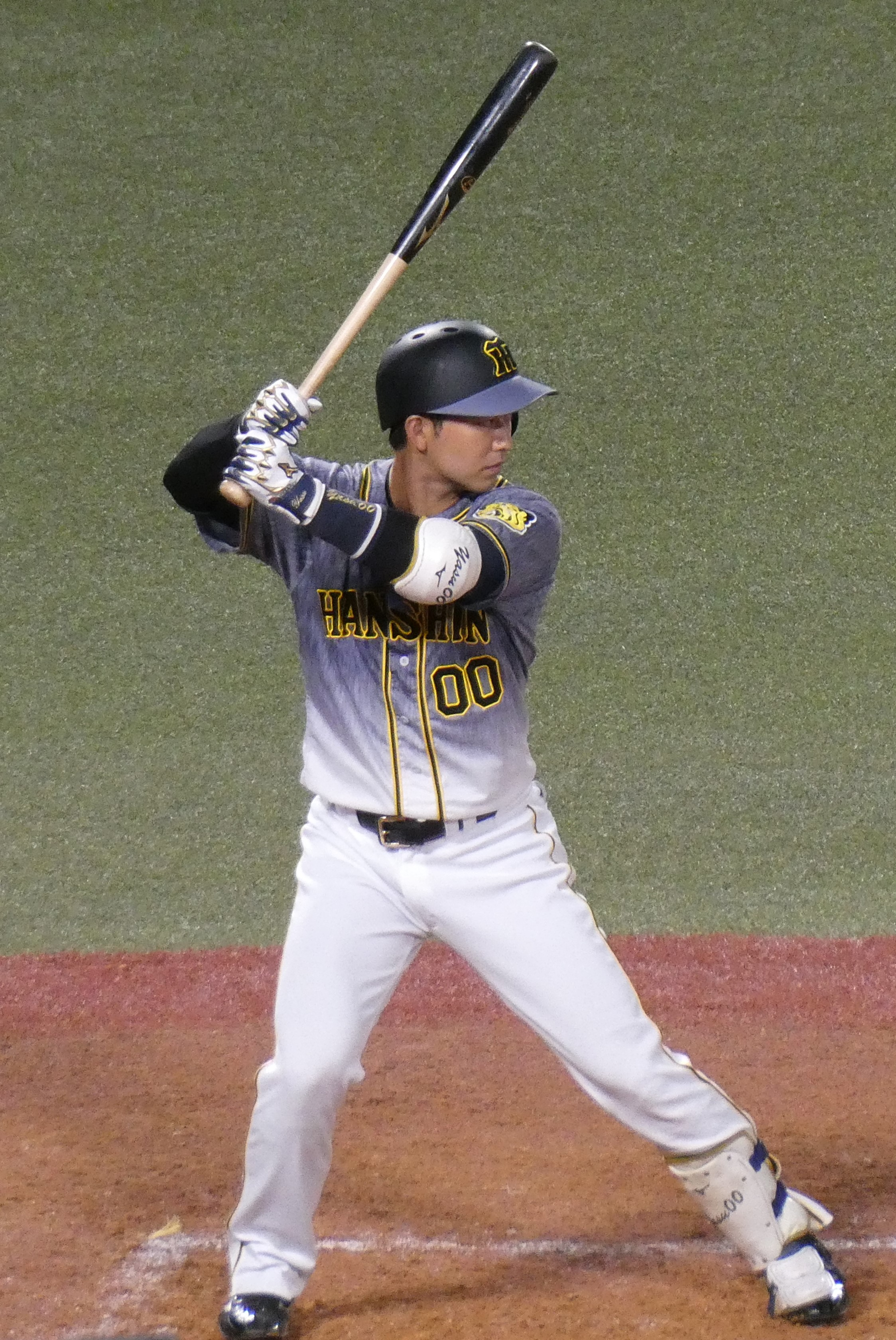
2021年10月10日 明治神宮野球場

2020年のフェニックスリーグに巨人から参加していた最中の11月上旬に、阪神タイガースが巨人に対して山本の獲得を打診したことがきっかけで、同月30日に金銭トレードで阪神へ移籍することが発表された。12月10日に、NPBから支配下登録選手として公示された。背番号は00で、年俸は推定1800万円。
阪神では、NPBの一軍公式戦におけるチーム失策数が2018年からセ・リーグ（2020年には全12球団）で最も多かったことに加えて、上本の退団（後に引退）などで二遊間を守れる右打ちの内野手が北條史也と熊谷敬宥だけになっていたため、内野陣の守備力と競争意識を高めるべく、長年のライバルである巨人から山本の獲得に踏み切った。
2021年には、春季キャンプを一軍でスタート。キャンプ中には、2018年に巨人で二軍監督を務めていた臨時コーチの川相昌弘から再び指導を受けた。さらに、オープン戦以降も一軍へ帯同した結果、巨人時代の2019年以来2年ぶりに開幕一軍入りを果たした。3月27日には、ヤクルトとの開幕カード第2戦（神宮）に「8番・遊撃手」として、スタメンで一軍公式戦へ2年ぶりに出場。2回表の第1打席で、公式戦における移籍後初安打を田口麗斗から記録した。その後は、左投手の先発が予告されている試合に、相次いでスタメンで起用。4月3日の対中日ドラゴンズ戦（京セラドーム大阪）でも8回表から三塁を守ったところ、両チーム無得点で引き分け寸前の9回裏二死一・二塁から3番打者として迎えた打席で、「野球人生初」というサヨナラ安打を放った。以降も一軍への帯同を続けていたが、セ・パ交流戦2日目の5月26日に虫垂炎を患っていることが判明したため、同日付で出場選手登録を抹消。入院加療などを経て、リーグ戦再開後の7月2日から一軍へ復帰した。8月30日に登録を再び抹消されてからは、ファームチーム（二軍）のウエスタン・リーグ優勝に貢献。同リーグ公式戦通算30試合の出場で打率.300を記録したことも背景に、レギュラーシーズン終盤の10月1日から一軍へ合流している。レギュラーシーズン全体では、一軍公式戦69試合に出場。通算の打率は.186ながら、25試合で三塁、19試合で二塁、17試合で遊撃、12試合で一塁を守るなど、一軍への帯同期間中は主に内野の守備面で重用された。12月3日、100万円増となる推定年俸1900万円で契約を更改した。
2022年には、春季キャンプを若手主体の「安芸組」で過ごしたが、レギュラーシーズンの開幕直前から一軍に合流。開幕後は、ジェフリー・マルテや大山悠輔の故障を背景に、2人のポジションである一塁手として先発出場することが相次いだ。4月30日の対巨人戦では、試合の途中から出場すると、8回表の打席でかつてのチームメイト・畠世周から阪神移籍後初めてとなる本塁打を放った。一軍公式戦での本塁打は、巨人時代の2019年7月7日に対横浜DeNAベイスターズ戦（いずれも東京ドーム）で記録して以来3年（1028日）ぶり。2リーグ分立後（1950年以降）のNPBにおいて、巨人から阪神へ直接移籍した選手が移籍後の巨人戦で本塁打を放った事例は、広澤克実（巨人からの自由契約を経て移籍）が移籍1年目の2000年に記録して以来2人目である。5月4日の対ヤクルト戦（阪神甲子園球場）の3回の第2打席で自打球を顔の右目付近に当ててしまい、治療後にその打席は完了したものの、直後の守備から途中交代。翌5日の対ヤクルト戦では二死満塁の場面で大西広樹から押し出し四球を選び、前年のサヨナラ安打に引き続き2年連続でサヨナラとなる打点を挙げるなど、以降も試合に出場していたが、9日に兵庫県内の病院を受診したところ、自打球による症状が残存していることが確認された。経過観察のため、10日に出場選手登録を抹消された。最終的に86試合に出場し、打率.249、2本塁打、15打点を記録。11月29日、900万円増となる推定年俸2800万円で契約を更改した。
2023年は3年ぶりに一軍出場なしに終わり、10月3日に戦力外通告を受けた。

### 中日時代
2023年11月24日、中日ドラゴンズが獲得を発表した。推定年俸は1600万円。背番号は60。
2024年は開幕一軍入りを果たした。4月13日の阪神戦では先発で起用され、4打数3安打1打点の活躍を見せ、チームの6連勝に貢献した。
2025年はプロ10年目にして「2番・二塁手」で自身初の開幕スタメンを勝ち取った。

## 選手としての特徴・人物
二塁を中心に、内野の全ポジションを守れるユーティリティープレイヤー。本人によれば、「巨人での1年目に井端弘和（内野守備の名手で当時の内野守備走塁コーチ）から指導を受けたことが、その後の守備の基礎になっている」という。
打撃面では、巨人時代に若松勉から「バント（犠打）が上手で、ボールに対する粘りも良く、（試合の状況に応じて）何でもこなせる打者」との評価を受けていた。このことからどの打順にも入ることがあった。
真面目で優しい人柄から、大学在学中には多くの後輩に慕われていた。
巨人から阪神への移籍に際して、巨人監督の原辰徳から「（阪神では）自分にしかできないことのアピールに努めて欲しい」というはなむけの言葉を掛けられたことをきっかけに、「ジャイアンツ（巨人）には負けたくない」と決意。移籍1年目の対中日戦でサヨナラ安打を放った際には、試合後のヒーローインタビューで阪神ファンを前に「タイガースの一員になれた気がして嬉しい!」と述べていたほか、移籍2年目の巨人戦で本塁打を放った際には「（巨人時代から）ちょっとずつ成長した姿を（本塁打で）みんな（対戦の相手になっていた当時のチームメイト）に見せられたかな」とのコメントを残した。

## 家族
妻（辻沙穂里）は、山本と同じ東京都の出身で、大学での後輩に当たる。知人の紹介で辻の学生時代から交際を始めると、山本が巨人に在籍していた2019年の12月に結婚。辻が毎日放送への勤務を続けている関係で、結婚したことを直ちに公表していなかったが、2020年シーズン中盤の9月14日に辻のInstagram公式アカウントを通じて正式に報告した。辻の配慮からシーズン終了後に公表する予定だった結婚と、辻の第一子懐妊が同日に報じられたことによる。
毎日放送の本社は大阪市内にあるため、同局の放送対象地域（兵庫県西宮市）に本拠地のある阪神へ山本が移籍するまでは、東京と大阪で夫婦別々に生活していた。なお、辻はアナウンサーとして毎日放送に籍を置いたまま、2020年の秋から産前産後休暇を取得。山本が阪神に移籍した2021年の3月30日に、長男を出産した。山本は出産の直前まで一軍の東京遠征（ヤクルトとの開幕3連戦）に帯同していたが、第3戦（同月28日）の終了後から辻の分娩が進んだことを受けて、急遽帰阪したうえで出産に立ち会ったという。なお、辻は2022年のNPBレギュラーシーズン開幕直後（4月中旬）から、アナウンサーとして勤務を再開したが、2025年6月30日付で毎日放送を退社した。

## 詳細情報

### 年度別打撃成績
| 年 度     | 球 団     | 試 合 | 打 席 | 打 数 | 得 点 | 安 打 | 二 塁 打 | 三 塁 打 | 本 塁 打 | 塁 打 | 打 点 | 盗 塁 | 盗 塁 死 | 犠 打 | 犠 飛 | 四 球 | 敬 遠 | 死 球 | 三 振 | 併 殺 打 | 打 率 | 出 塁 率 | 長 打 率 | O P S |
| --------- | --------- | ----- | ----- | ----- | ----- | ----- | -------- | -------- | -------- | ----- | ----- | ----- | -------- | ----- | ----- | ----- | ----- | ----- | ----- | -------- | ----- | -------- | -------- | ----- |
| 2016      | 巨人      | 27    | 86    | 78    | 8     | 20    | 5        | 1        | 0        | 27    | 2     | 0     | 1        | 6     | 0     | 2     | 0     | 0     | 20    | 2        | .256  | .275     | .346     | .621  |
| 2017      | 巨人      | 29    | 83    | 66    | 8     | 12    | 2        | 0        | 1        | 17    | 7     | 1     | 0        | 7     | 0     | 9     | 0     | 1     | 18    | 1        | .182  | .289     | .258     | .547  |
| 2018      | 巨人      | 38    | 120   | 102   | 15    | 26    | 4        | 1        | 0        | 32    | 3     | 2     | 0        | 3     | 0     | 13    | 0     | 2     | 19    | 2        | .255  | .350     | .314     | .664  |
| 2019      | 巨人      | 92    | 212   | 177   | 31    | 41    | 7        | 3        | 2        | 60    | 10    | 2     | 0        | 6     | 0     | 22    | 1     | 7     | 51    | 3        | .232  | .340     | .339     | .679  |
| 2021      | 阪神      | 69    | 51    | 43    | 8     | 8     | 3        | 0        | 0        | 11    | 3     | 2     | 0        | 0     | 1     | 6     | 0     | 1     | 10    | 0        | .186  | .294     | .256     | .550  |
| 2022      | 阪神      | 86    | 203   | 181   | 19    | 45    | 4        | 0        | 2        | 55    | 15    | 3     | 3        | 10    | 1     | 10    | 0     | 1     | 42    | 1        | .249  | .290     | .304     | .594  |
| 2024      | 中日      | 79    | 179   | 156   | 14    | 39    | 3        | 0        | 1        | 45    | 9     | 1     | 1        | 6     | 2     | 15    | 0     | 0     | 33    | 1        | .250  | .312     | .288     | .601  |
| 通算：7年 | 通算：7年 | 420   | 934   | 803   | 103   | 191   | 28       | 5        | 6        | 247   | 49    | 11    | 5        | 38    | 4     | 77    | 1     | 12    | 193   | 10       | .238  | .313     | .308     | .620  |

- 2024年度シーズン終了時

### 年度別守備成績
| 年 度 | 球 団 | 一塁  | 一塁  | 一塁  | 一塁  | 一塁  | 一塁     | 二塁  | 二塁  | 二塁  | 二塁  | 二塁  | 二塁     | 三塁  | 三塁  | 三塁  | 三塁  | 三塁  | 三塁     | 遊撃  | 遊撃  | 遊撃  | 遊撃  | 遊撃  | 遊撃     |
| 年 度 | 球 団 | 試 合 | 刺 殺 | 補 殺 | 失 策 | 併 殺 | 守 備 率 | 試 合 | 刺 殺 | 補 殺 | 失 策 | 併 殺 | 守 備 率 | 試 合 | 刺 殺 | 補 殺 | 失 策 | 併 殺 | 守 備 率 | 試 合 | 刺 殺 | 補 殺 | 失 策 | 併 殺 | 守 備 率 |
| ----- | ----- | ----- | ----- | ----- | ----- | ----- | -------- | ----- | ----- | ----- | ----- | ----- | -------- | ----- | ----- | ----- | ----- | ----- | -------- | ----- | ----- | ----- | ----- | ----- | -------- |
| 2016  | 巨人  | -     | -     | -     | -     | -     | -        | 22    | 30    | 53    | 2     | 6     | .976     | -     | -     | -     | -     | -     | -        | -     | -     | -     | -     | -     | -        |
| 2017  | 巨人  | -     | -     | -     | -     | -     | -        | 22    | 30    | 58    | 1     | 6     | .989     | 1     | 0     | 1     | 0     | 0     | 1.000    | -     | -     | -     | -     | -     | -        |
| 2018  | 巨人  | -     | -     | -     | -     | -     | -        | 12    | 29    | 32    | 2     | 9     | .968     | -     | -     | -     | -     | -     | -        | 20    | 34    | 67    | 5     | 10    | .953     |
| 2019  | 巨人  | -     | -     | -     | -     | -     | -        | 48    | 103   | 132   | 5     | 31    | .979     | 28    | 11    | 21    | 0     | 0     | 1.000    | 16    | 8     | 18    | 0     | 1     | 1.000    |
| 2021  | 阪神  | 12    | 14    | 0     | 0     | 0     | 1.000    | 19    | 6     | 14    | 0     | 3     | 1.000    | 25    | 4     | 7     | 1     | 0     | .917     | 17    | 12    | 19    | 2     | 3     | .939     |
| 2022  | 阪神  | 16    | 40    | 4     | 0     | 2     | 1.000    | 59    | 83    | 131   | 5     | 24    | .977     | 15    | 1     | 3     | 0     | 0     | 1.000    | 5     | 2     | 5     | 2     | 0     | .778     |
| 2024  | 中日  | 1     | 2     | 0     | 0     | 0     | 1.000    | 30    | 63    | 66    | 2     | 12    | .985     | 14    | 3     | 10    | 0     | 2     | 1.000    | 30    | 28    | 55    | 3     | 13    | .965     |
| 通算  | 通算  | 29    | 56    | 4     | 0     | 2     | 1.000    | 212   | 344   | 486   | 17    | 91    | .980     | 83    | 19    | 42    | 1     | 2     | .984     | 88    | 84    | 164   | 12    | 27    | .954     |

- 2024年度シーズン終了時

### 記録
初記録
- 初出場：2016年5月1日、対東京ヤクルトスワローズ9回戦（明治神宮野球場）、9回表に小林誠司の代打で出場
- 初打席・初安打：同上、ルイス・ペレスから左前安打
- 初先発出場：2016年6月15日、対東北楽天ゴールデンイーグルス2回戦（東京ドーム）、「1番・二塁手」で先発出場
- 初打点：2016年7月18日、対阪神タイガース14回戦（阪神甲子園球場）、6回表にランディ・メッセンジャーから一塁適時内野安打
- 初盗塁：2017年6月15日、対福岡ソフトバンクホークス3回戦（東京ドーム）、6回裏に二盗（投手：岡本健、捕手：鶴岡慎也）
- 初本塁打：2017年10月3日、対東京ヤクルトスワローズ25回戦（明治神宮野球場）、9回表に秋吉亮から左越満塁本塁打

### 背番号
- 56（2016年[10] - 2020年）
- 00（2021年[25] - 2023年）
- 60（2024年[49] - ）